# Sankt Ruprecht an der Raab
Sankt Ruprecht an der Raab es una localidad del distrito de Weiz, en el estado de Estiria, Austria, con una población estimada a principio del año 2018 de 5300 habitantes. 
Se encuentra ubicada al noreste del estado, al noreste de la ciudad de Graz —la capital del estado— y cerca del río Raab y de la frontera con los estados de Burgenland y Baja Austria.

## Historia
Sankt Ruprecht an der Raab es una de las ciudades más antiguas de Estiria. Cuando se mencionó por primera vez en 860, todavía se llamaba ad Rapam. El emperador Federico III. levantó el lugar al mercado el 1 de septiembre de 1462.

### SigloXX
Durante el golpe nacional socialista de julio, St. Ruprecht fue el lugar de la reunión de las formaciones nazis locales el 25 de julio de 1934, que abrieron fuego contra el ejecutivo a medida que se acercaba. Un cuerpo de protección fue asesinado. Tres participantes del golpe de julio fueron condenados a cadena perpetua de 15 y 10 años de prisión después de su represión.
Al año siguiente, el 4 de julio de 1935, hubo más víctimas en St. Ruprecht. Esa noche, un ciclista detuvo a dos ciclistas en el mercado y los llevaron al puesto porque uno de los dos no pudo identificarse. Durante la búsqueda posterior, se incautaron los registros comunistas, con lo cual uno de los dos hombres disparó al oficial de gendarmería, que estaba solo en el puesto, con una pistola oculta. Los perpetradores fugitivos finalmente terminaron sus vidas suicidándose después de estar rodeados de unidades de gendarmería y nostalgia en el patio de la casa donde se escondían y haciendo imposible escapar.
La conexión de 1938 ya se había celebrado en St. Ruprecht un día antes de que las tropas alemanas entraran en Austria. El 11 de marzo de 1938, la población había organizado una gran procesión de antorchas en el mercado decorada con banderas de la esvástica y el alcalde pronunció un discurso. En el referéndum del 10 de abril, que posteriormente sancionaría la reintegración de Austria al Reich alemán, los 555 votantes en St. Ruprecht votaron "Sí". Para esto, los ciudadanos del mercado recibieron un "certificado de honor del líder". Los desfiles, discursos y celebraciones también determinaron los siguientes meses en St. Ruprecht y deberían mostrar a los residentes el "Volksgemeinschaft" propagado por los nacionalsocialistas.

### Fusiones comunitarias
El 1 de enero de 2015, los municipios de Unterfladnitz y Etzersdorf-Rollsdorf se incorporaron al municipio de mercado como parte de la reforma estructural municipal de Estiria. Como resultado, el área municipal aumentó de 11.79 km² a 41.08 km², lo que más que triplicó el área. La población también se duplicó de 2.244 a 4.927 (a partir del 1 de enero de 2014).